# Ngày quốc tế về bảo tồn hổ

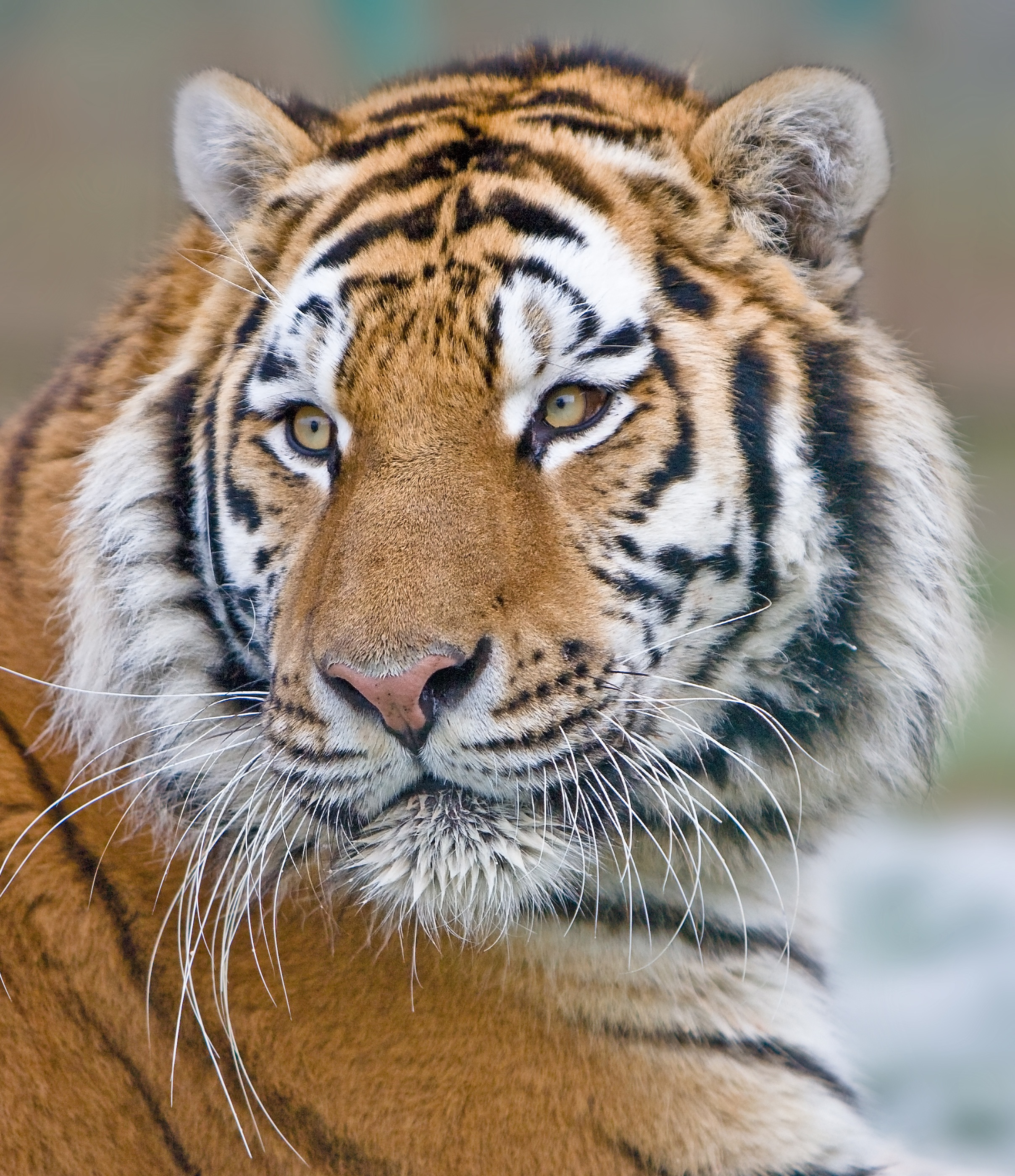
Thế giới đã dành một ngày (29/7) là ngày bảo tồn loài hổ

Ngày quốc tế về bảo tồn hổ hay còn gọi là Ngày quốc tế Hổ là ngày 29 tháng 7 hàng năm, bắt đầu từ năm 2010 được quốc tế chính thức công bố là ngày Quốc tế về Bảo tồn loài hổ. Ngày này được ghi nhận để góp phần nâng cao nhận thức của cộng đồng quốc tế về việc bảo tồn sự sống còn cho loài hổ vốn đang đứng bên bờ tuyệt chủng do sự săn bắn hổ trái phép quá mức.

## Lịch sử
Sự kiện công nhận ngày Quốc tế Hổ diễn ra ngay trước thềm Hội nghị Thượng đỉnh về Hổ diễn ra tại thành phố Xanh Pê-téc-bua của Nga với sự hiện diện của các quốc gia có hổ. Hội nghị có sự tham dự của Thủ tướng Nga Vladimir Putin. Các nước tham dự gồm: Nga, Bangladesh, Bhutan, Campuchia, Trung Quốc, Ấn Độ, Indonesia, Lào, Malaysia, Myanmar, Nepal, Thái Lan và Việt Nam.
Hội nghi đã quy tụ những người đứng đầu các nước có hổ với cam kết nhân đôi số lượng hổ hoang dã vào năm 2022 với kinh phí đầu tư gần 350 triệu USD. Kể từ đó, ngày 29 tháng 7 hàng năm được tổ chức kỷ niệm để nhấn mạnh tình hình đáng báo động của loài hổ và kêu gọi ủng hộ công tác bảo tồn chúng ở tất cả 13 nước còn hổ sống ngoài tự nhiên. Mục tiêu của ngày này là hoạch định chiến lược bảo vệ và khôi phục loài hổ trên Trái Đất cũng như tìm kiếm giải pháp bảo vệ loài thú dữ quý hiếm này trong môi trường tự nhiên của chúng.

## Văn hóa
Trên thế giới hiện chỉ còn khoảng 3200 cá thể hổ sống sót ngoài tự nhiên. Từ năm 1900 đổ lại đây, số lượng hổ đã giảm tới 97% trong khi sinh cảnh của hổ giảm đến 93%. Sự suy giảm này phần lớn là do săn bắn trái phép, buôn lậu hổ và các bộ phận cơ thể của hổ, ngoài ra còn do mất sinh cảnh sống và quần thể các loài thú mồi của hổ. Việt Nam là một thị trường nóng về buôn bán hổ trái phép do cao hổ và rượu ngâm từ các bộ phận của hổ đang ngày càng được ưa chuộng, đặc biệt là đối với giới nhà giàu và quan chức, do những công dụng được cho là có thể chữa bệnh mặc dù chưa được y học kiểm chứng một cách chính thức.
Ngày quốc tế này được hưởng ứng đầu tiên và nhiệt liệt tại Việt Nam, vào năm 2011, đúng sáng ngày 29 tháng 7, Lễ mít tinh kỷ niệm ngày Quốc tế về Bảo tồn Hổ do Tổng cục Môi trường tổ chức với hỗ trợ của WWF, TRAFFIC, và Sáng kiến Hổ Toàn cầu (GTI) – một liên minh các chính phủ, các cơ quan quốc tế, và khu vực tư nhân cùng nhau hợp tác để bảo vệ Hổ khỏi sự tuyệt chủng. Trong Ngày Quốc tế về bảo tồn hổ lần thứ nhất một trong những biện pháp mà các nhà khoa học đề cao trong việc bảo tồn loài hổ là tuyên truyền, nâng cao nhận thức của người dân. Sau đó, Việt Nam tiếp tục đăng cai hội nghị thảo luận về việc triển khai chương trình tăng số lượng hổ toàn cầu tự nhiên với sự tham gia của 13 quốc gia có hổ sinh sống. Đây được xem là kế hoạch tổng thể nhằm nhân đôi số lượng hổ tự nhiên từ nay đến 2022.

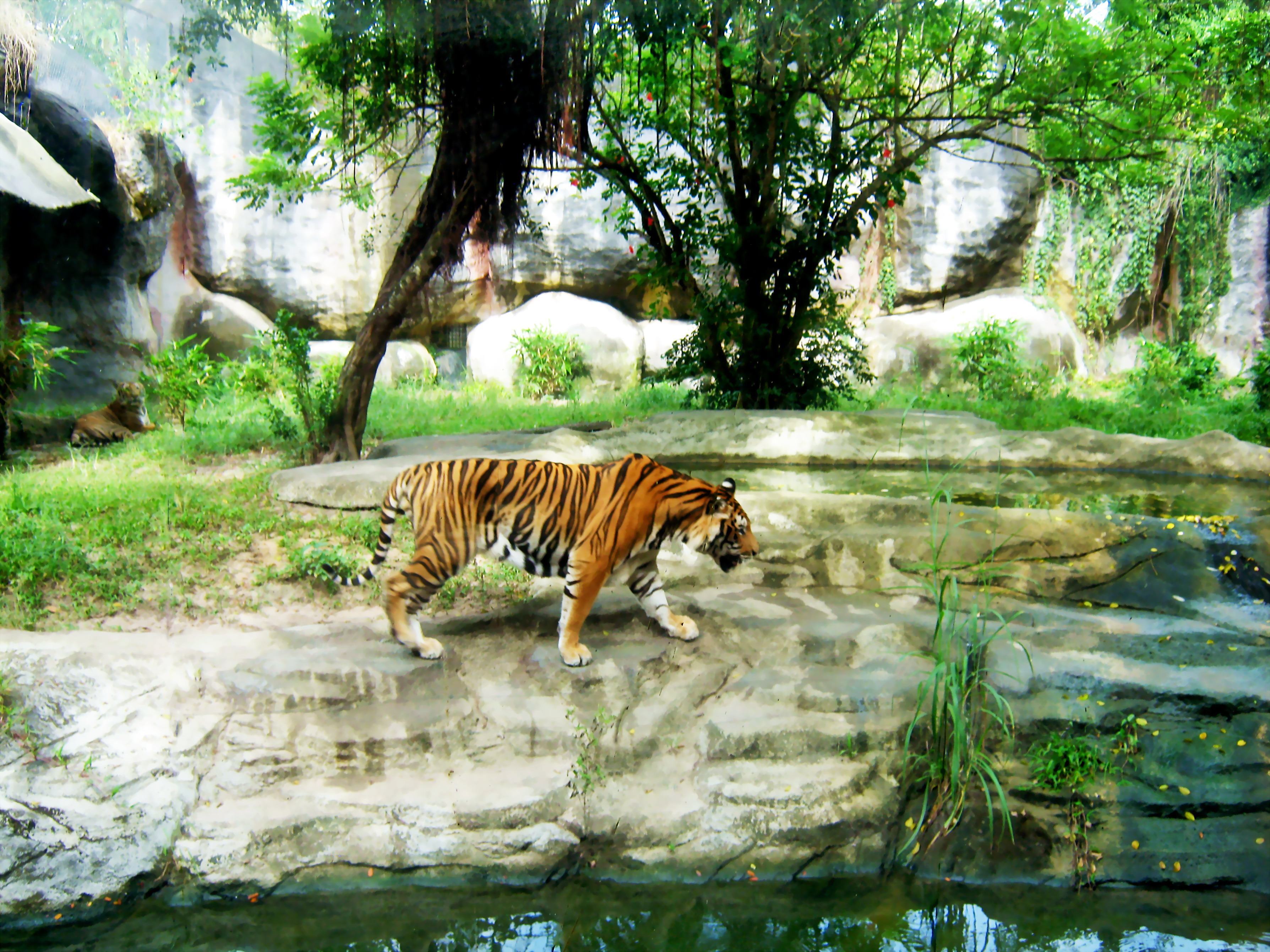
Một con hổ tại Việt Nam

Bên cạnh việc Kỷ niệm Ngày quốc tế về Bảo tồn Hổ thường niên lần thứ nhất cùng nhiều hoạt động diễn ra nhằm nâng cao nhận thức, thay đổi hành vi của cộng đồng trong việc bảo tồn loài hổ và kêu gọi ngăn chặn nạn buôn bán hổ trái phép và tiêu thụ các sản phẩm từ hổ. Ngày quốc tế về hổ ở Việt Nam sẽ tập trung vào giảm thiểu nhu cầu về sản phẩm từ hổ, quảng bá các hoạt động bảo tồn hổ ngoài tự nhiên, triển lãm tranh, phim về hổ
Cơ quan Điều tra Môi trường (EIA) tuyên bố Trung Quốc đang cho phép tự do buôn bán các bộ phận của loài hổ cho dù nước này đã ký sáng kiến toàn cầu bảo vệ loài hổ. Thông cáo bí mật của chính phủ Trung Quốc còn cho phép bán loại rượu ngâm cao hổ cốt cho các hộp đêm và bệnh viện. Da hổ đang được bán công khai với sự chấp thuận của nhà nước. Những bộ da này được lấy từ các con vật nuôi trong các trang trại hổ và các vườn thú chật hẹp. Tuy Trung Quốc đã ủng hộ Công ước của Liên Hợp Quốc về buôn bán các loài vật nguy hiểm có quy định cấm buôn bán các bộ phận của loài hổ nhưng họ vẫn hành xử như trên. Sự mâu thuẫn giữa lời hứa cứu nguy loài hổ hoang dã và chính sách nói trên của Trung Quốc như là một trong những sự dối trá lớn nhất trong lịch sử bảo tồn loài hổ.
| “                                                                                                 | Đã đến lúc cần có những hành động mạnh mẽ để có thể bảo tồn loài hổ - loài có vị trí quan trọng đối với đa dạng sinh học và gắn liền với nhiều giá trị văn hóa truyền thống. Bảo tồn loài hổ và sinh cảnh của chúng là bảo tồn sự đa dạng, phong phú của loài và hệ sinh thái, góp phần bảo vệ môi trường và phát triển bền vững. Ngày quốc tế về Bảo tồn Hổ là một cơ hội để nâng cao nhận thức cộng đồng về vấn đề này | ” |
| — Hoàng Thị Thanh Nhàn, Phó Cục trưởng Cục Bảo tồn Đa dạng Sinh học, Tổng cục Môi trường Việt Nam | |   |

| “                                                                                                | Ngày quốc tế về bảo tồn Hổ do Ngân hàng Thế giới và Quỹ môi trường toàn cầu khởi xướng vào năm 2008 đã nhận được sự hưởng ứng mạnh mẽ của các quốc gia trên thế giới. Việt Nam là nước có đa dạng sinh học cao. Hiện nay, Việt Nam đã hợp tác với các quốc gia, các tổ chức quốc tế trong công tác bảo tồn Hổ trong nước và ở khu vực, đồng thời cũng ủng hộ mạnh mẽ về sáng kiến bảo tồn Hổ như một nỗ lực bảo tồn đa dạng sinh học. Nhân sự kiện này, tôi kêu gọi tất cả mọi người hãy cùng nhau hành động, cùng nhau nỗ lực hành động để góp phần cho công tác bảo tồn Hổ ở Việt Nam cũng như nâng cao công tác về bảo tồn đa dạng sinh học | ” |
| — Nguyễn Thế Đồng, Phó Tổng cục trưởng Tổng cục Môi trường, Bộ Tài nguyên và Môi trường Việt Nam | |   |

| “ | Sự hiện diện của hổ ngoài tự nhiên là một phần tất yếu trong việc duy trì sự cân bằng của các cánh rừng, nhưng chúng đang phải đối mặt với nguy cơ tuyệt chủng rất lớn. Phần lớn số lượng hổ ngoài tự nhiên ở Việt Nam đã bị suy giảm và đến nay chỉ còn khoảng vài chục cá thể ngoài tự nhiên. Vì vậy, để bảo vệ loài hổ này khỏi tuyệt chủng, hành động khẩn cấp bây giờ là chặn đứng nạn buôn bán hổ trái phép trong nước và xuyên biên giới cũng như nâng cao nhận thức để hạn chế dùng trong nước | ” |
| — Nick Cox, Quản lý Chương trình về các khu Bảo tồn, loài và buôn bán động vật hoang dã của WWF- Greater Mekong | |   |

| “ | Là loài động vật ăn thịt bậc trên, hổ giúp đảm bảo số lượng các loài động vật làm mồi trong tầm kiểm soát, điều này giúp duy trì sự cân bằng và ổn định của hệ sinh thái, hổ mang lại những lợi ích cho các loài khác, bao gồm cả con người, loài đang phụ thuộc vào hệ sinh thái cho sinh kế và an ninh sinh thái như nước sạch, lương thực | ” |
| — Nick Cox, Quản lý Chương trình về các khu Bảo tồn, loài và buôn bán động vật hoang dã của WWF- Greater Mekong | |   |

| “                                                              | Tại các hội nghị quốc tế liên quan đến hổ, họ tuyên bố rất rõ ràng rằng họ cam kết chấm dứt việc buôn bán bất hợp pháp. Thế nhưng, khi bị dồn ép về vấn đề buôn bán hợp pháp thì họ nín thinh | ” |
| — Debbie Banks, người đứng đầu cuộc vận động bảo vệ hổ của EIA | |   |

| “                                                               | Một trong các mục đích của những hoat động nâng cao nhận thức này là để thay đổi hành vi của người dân và chính quyền để ngăn chặn việc tiêu thụ các sản phẩm từ hổ và ủng hộ việc bảo vệ hổ hoang dã | ” |
| — Tiến sĩ William Schaedla, Giám đốc TRAFFIC khu vực Đông Nam Á | |   |